# Ópera do Tejo

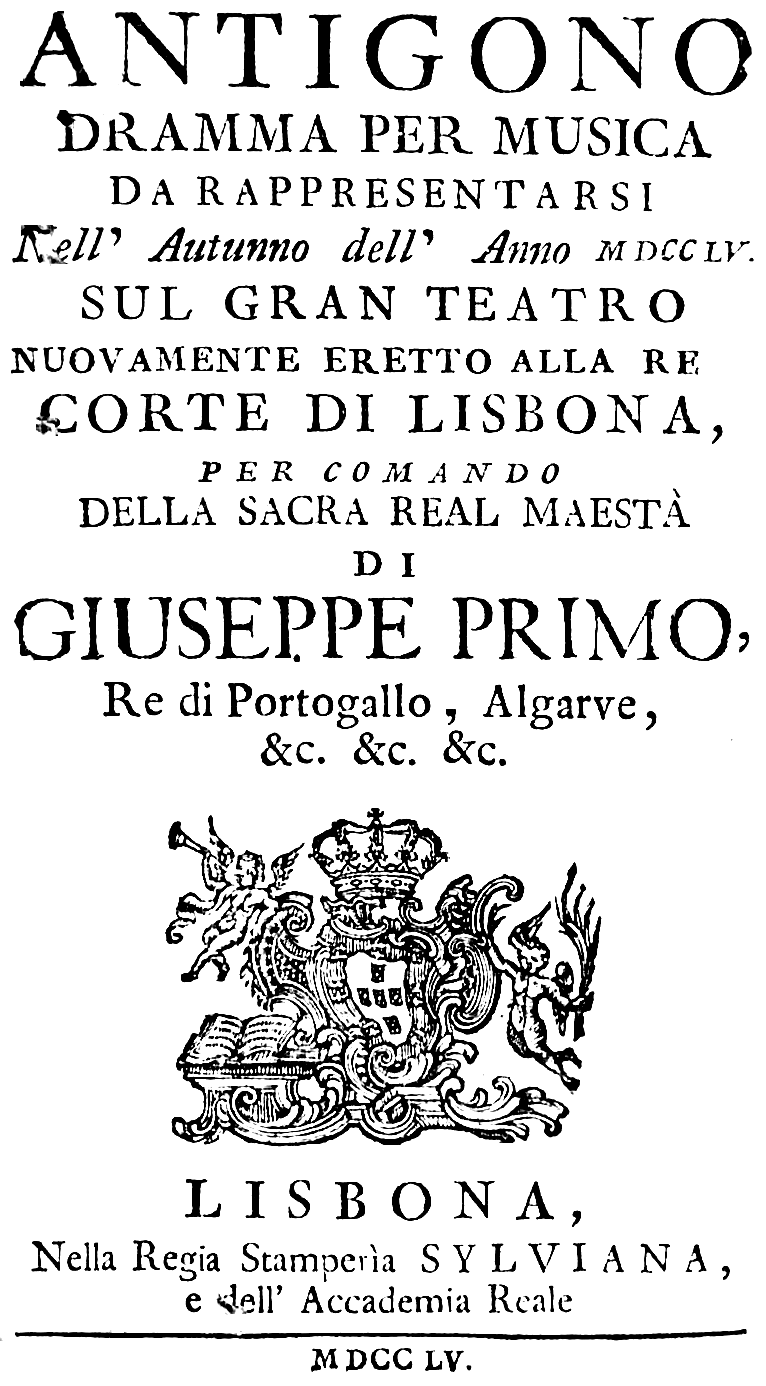
Antigono, Titelseite des Librettos (Lissabon 1755)

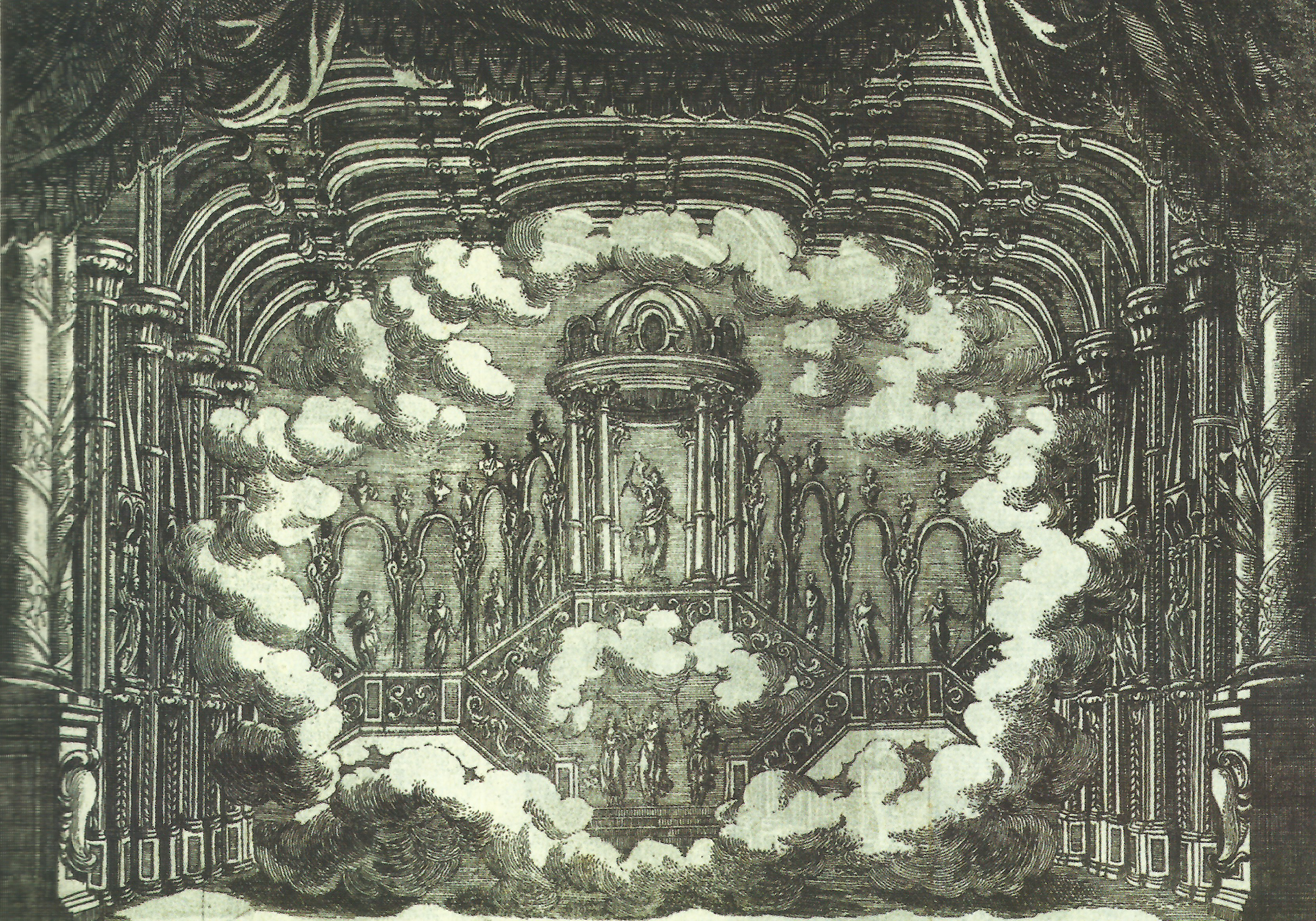
Die Bühne der Ópera do Tejo in Lissabon am Tag ihrer Eröffnung am 31. März 1755. Die gespielte Oper war Alessandro nell’Indie von Davide Perez.

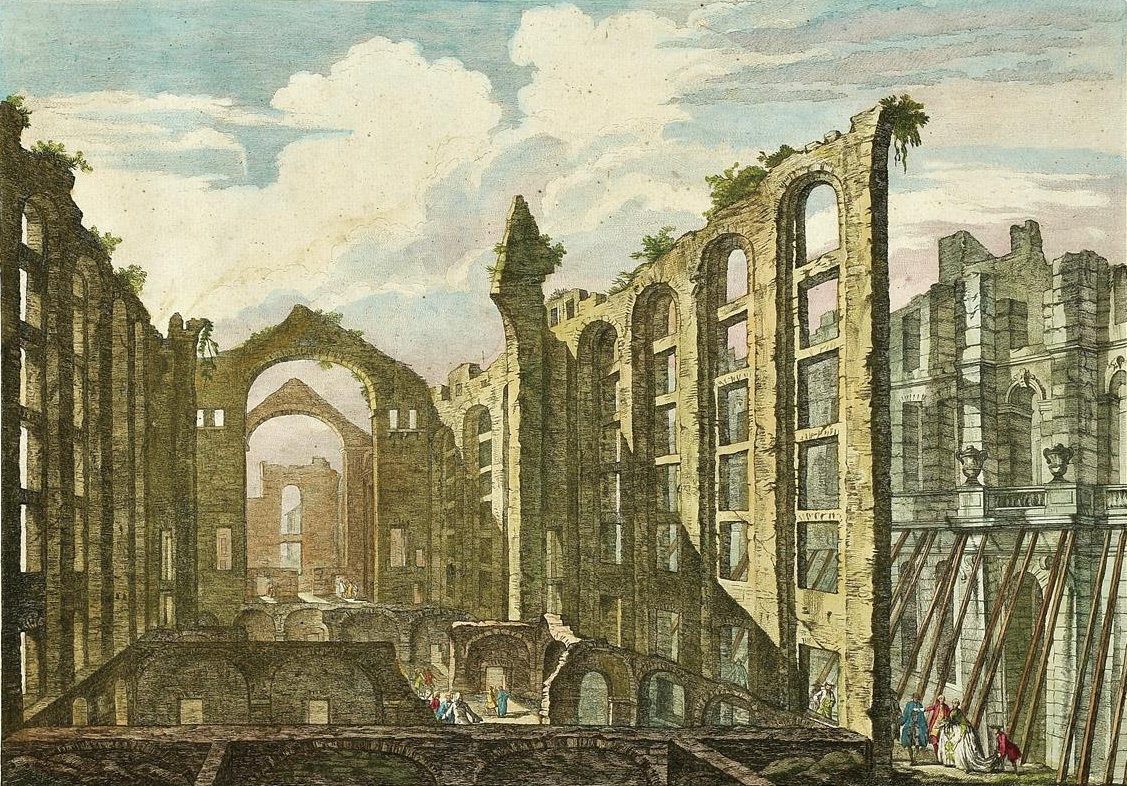
Ruine 1757 nach Erdbeben 1755 von Jacques-Philippe Le Bas

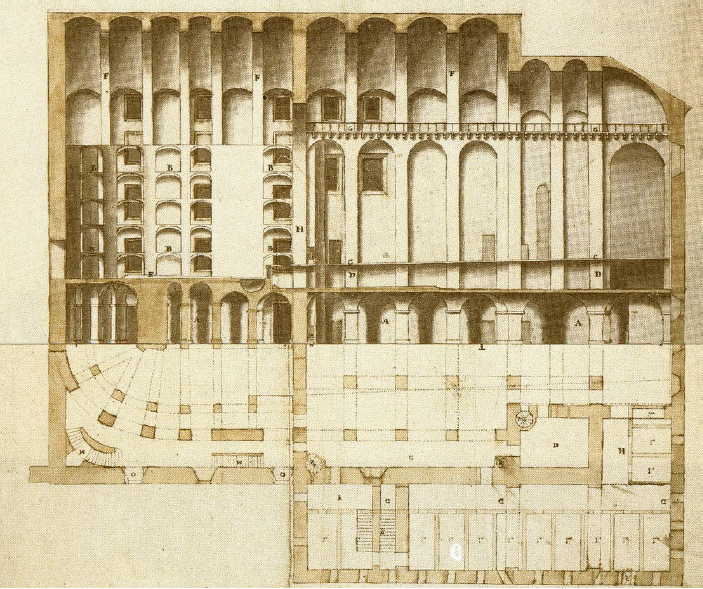
Rekonstruktionszeichnung (1933) von José de Figueiredo (1872–1937)

Die Oper am Tejo, portugiesisch Ópera do Tejo  oder Real Casa da Ópera (Königliches Opernhaus), war die unter Joseph I. errichtete Oper im historischen Stadtzentrum von Lissabon am Paço da Ribeira am Ufer des Tajo/Tejo, die durch das schwere Erdbeben am 1. November 1755 zerstört wurde. Sie war am 31. März 1755 des gleichen Jahres eröffnet worden. Entworfen hatte den Bau der italienische Architekt Giovanni Carlo Galli-Bibiena (1717–1760).
Das Theater wurde mit der Oper Alessandro nell’Indie von Davide Perez und dem Libretto von Pietro Metastasio eröffnet. Vor ihrer Zerstörung hatte die Oper auch zwei Opern von Antonio Mazzoni mit Libretti von Pietro Metastasio, La clemenza di Tito und Antigono, uraufgeführt.